# Alain Bosquet
Pour les articles homonymes, voir Bosquet (homonymie).
Ne doit pas être confondu avec Alain Bosquet de Thoran.
Anatoliy Bisk (en russe Анатолий Александрович Биск), dit Alain Bosquet, né à Odessa (Ukraine) le 28 mars 1919 et mort à Paris le 17 mars 1998, est un poète et écrivain français d'origine russe.

## Biographie
Il est le fils d’Alexandre Bisk (d), négociant en timbres-poste et poète, et de Berthe Turianski. Il revendique dans son livre Une mère russe ses origines juives et sa confrontation à la politique raciale nazie. Émigré en Belgique, il fait ses études à l'université libre de Bruxelles, puis à la Sorbonne.
Mobilisé en 1940 , il fait la guerre dans l'armée belge, et ensuite dans l'armée américaine et l'armée française. Il se retrouve rédacteur du premier journal de Charles de Gaulle, La Voix de France, à New York, en 1942. Il débarque avec l'armée américaine en Normandie en juin 1944.
De 1945 à 1951 il est chargé de mission au conseil de contrôle quadripartite à Berlin. En 1958, il part deux ans aux États-Unis où il est professeur de littérature française à l’université Brandeis. Il sera ensuite professeur de littérature américaine à la faculté de lettres de Lyon de 1959 à 1960. De 1961 à 1971, il est directeur littéraire des éditions Calmann-Lévy. D'abord journaliste, traducteur et critique littéraire (Combat 1952/1974 - Le Monde 1960/1984 – Le Figaro et Le Quotidien de Paris), il se consacre au roman, à la poésie, à l'essai. Écrivain prolifique, il a notamment publié Langue morte, La Confession mexicaine, Le Middle West, Pierre Emmanuel, Une mère russe, L'Enfant que tu étais, Ni guerre ni paix, Les Fêtes cruelles, Le Métier d'otage, et trois romans parus en un tome, Les Solitudes.
Parmi les principaux livres de poèmes, tous parus chez Gallimard, on compte Poèmes, un, Poèmes, deux, Sonnets pour une fin de siècle, Un jour après la vie, Le Tourment de Dieu, Bourreaux et acrobates, Je ne suis pas un poète d'eau douce.
Naturalisé français en 1980, il est élu membre de l'Académie royale de langue et de littérature françaises de Belgique en 1986.
Il a fondé et dirigé la revue Nota Bene de 1981 à 1995. Il fut membre du comité d'honneur de la Maison internationale des poètes et des écrivains de Saint-Malo.
Avec Yvan Goll, il a fondé à New-York en 1943 la revue Hémisphères. Deux de ses textes, Ode à la Malédiction (poésie) et La poésie française continue, sont publiés dans le No 1.
Mort à Paris le 17 mars 1998, il est inhumé le 21 mars au cimetière de Montmartre.
Il a été honoré d'un timbre de 0,58 euro en 2002.
Un prix de poésie porte son nom. Parmi les lauréats:  Alain Jouffroy, 2004 ; Richard Rognet, 2005 ; Abdellatif Laabi, 2006 ; Georges-Emmanuel Clancier (Vive fut l'aventure, Gallimard), 2009 ; Franck Venaille (ça, Mercure de France), 2009 - Kenneth White (Les archives du littoral, Mercure de France), 2011 - Yves Leclair, 2014 - Gérard Le Gouic (Exercices d'incroyance, Gallimard), 2021.

## Œuvres

### Recueils de poésie
- La Liberté des mots
- j’écrirai avec toi
- Les Mois de l'année
- L'image impardonnable, 1942
- La vie est clandestine, 1945
- À la mémoire de ma planète, 1948
- Langue morte, 1951
- Quel royaume oublié, 1955
- Premier testament 1957, prix Saint-Beuve
- Deuxième testament, 1959, prix Max-Jacob
- Maître objet, 1962
- Quatre testaments et autres poèmes, 1967, grand prix de poésie de l'Académie française
- 100 notes pour une solitude, 1969
- Notes pour un amour, 1972
- Penser contre soi, 1973
- Notes pour un pluriel, 1974
- Livre du doute et de la grâce, 1977
- Vingt et une nature morte ou mourantes, 1978
- Poème un, 1979
- Les Enfants, 1980
- Raconte-moi le passé…, 1980
- Sonnets pour une fin de siècle, 1980
- Poème deux, 1981
- Un jour après la vie, 1984
- L’Autre Origine, 1984
- Le Tourment de Dieu, 1987, Prix Chateaubriand
- Bourreaux et acrobates, poèmes sans chauffeur, 1990
- Le Gardien des rosées, 1991
- Effacez moi ce visage, 1991
- Capitaine de l’absurde, 1991
- Demain sans moi, 1994
- La Fable et le Fouet, 1995
- Je ne suis pas un poète d'eau douce, 1996
- Mer
- Les mots sont des êtres
- La Trompe de l'éléphant
- Un enfant m'a dit…
- Passage d'un poète
- Les Téléphones
- L'Homme civilisé
- l’Intelligence
- Dialogue avec un squelette

### Essais
- Saint-John Perse, Éditions Seghers, coll. « Poètes d'aujourd'hui », no 35, 1953
- Le peuple, oui, Carl Sandburg, traduction d'Alain Bosquet, Éditions Seghers, coll. « Autour du monde », no 34, 1956
- Anthologie de la poésie américaine, Librairie Stock, 1956
- Emily Dickinson, Éditions Seghers, coll. « Poètes d'aujourd'hui », no 55, 1957
- Préludes, Conrad Aiken, introduction et traduction d'Alain Bosquet, Éditions Seghers, coll. « Autour du monde », no 44, 1957
- Pierre Emmanuel, Éditions Seghers, coll. « Poètes d'aujourd'hui », no 67, 1959
- Walt Whitman, Éditions Gallimard, coll. « La Bibliothèque idéale », 1959
- 35 jeunes poètes américains, Éditions Gallimard, coll. « NRF », 1960
- Verbe et vertige, situation de la poésie, Hachette, 1962
- Les 20 Meilleures Nouvelles françaises, choix, avant-propos et préface par Alain Bosquet, éd. Gérard et Cie, coll. " Bibliothèque Marabout Géant " no 192, 1964
- Les 20 Meilleures Nouvelles russes, choix et préface (avant-propos) par Alain Bosquet, éd. Gérard et C°, coll. " Bibliothèque Marabout Géant " no 202, 1964
- Poèmes, Lawrence Durrell, traduits et préfacés par Alain Bosquet, Éditions Gallimard, coll. « Du monde entier », no 424, 1966
- Robert Goffin, Éditions Seghers, coll. « Poètes d'aujourd'hui », no 137, 1966
- Mihai Beniuc, en collaboration avec Nicolas Tertulian, Éditions Seghers, coll. « Poètes d'aujourd'hui », no 149, 1966
- Middle West, 1967
- Un atlas des voyages, 1967
- Injustice, 1969
- Roger Caillois, Éditions Seghers, coll. « Poètes d'aujourd'hui », no 199, 1971
- En compagnie de Marcel Arland, 1973
- Pas d’accord Soljénitsyne, 1974
- Nicoïdski - Un colosse de la peinture, éditions Galerie Jade, Colmar, 1977
- Robert Sabatier, Éditions Seghers, coll. « Poètes d'aujourd'hui », no 235, 1978
- Guansé, éditions du Musée des Beaux-Arts d'Arras, 1979
- La Poésie française depuis 1950, une anthologie, 1979
- Van Gogh, 1980
- Trois peintres russes à Paris - Pougny, Krémègne, Blond, éditions la Différence/Le Sphinx, 1980
- Braché - Les machines qui respirent, Éditions Galleria Annunciata, Milan, 1981
- Paul Jenkins , 1982, réédition 1990, éditions Henri Veyrier - Librairie de l'avenue, Paris, 63 p.  (ISBN 978-2851992734)
- La poésie francophone de Belgique, 1987
- La Mémoire ou l’oubli, 1990
- Marlène Dietrich, une amour par téléphone, 1992
- La Russie en lambeaux, 1991
- Les cent plus beaux poèmes du monde, Le Cherche Midi, 1995

### Romans
- La Grande Éclipse, 1952
- Le Singe de Dieu, 1953 (republié sous le titre Ni singe, ni Dieu)
- Le Mécréant, 1960
- Un besoin de malheur, 1963
- La Confession mexicaine, 1965
- Les Tigres de papier, 1968
- L’Amour à deux têtes, 1970
- Chicago, oignon sauvage, 1971
- Monsieur Vaudeville, 1973
- L’Amour bourgeois, 1974
- Les Bonnes Intentions, 1975
- Une mère russe, 1978 (Grand prix du Roman de l'Académie française 1978)
- Jean-louis Trabart, médecin,  1980
- L’Enfant que tu étais, 1982
- Ni guerre, ni paix, 1983
- Les Petites Éternités, 1984
- Les Fêtes cruelles, 1984
- Lettre à mon père qui aurait eu 100 ans, 1987
- Claudette comme tout le monde, 1991
- Les Solitudes, 1992
- Portrait d'un milliardaire malheureux : récit, 1997
- Un départ, 1999

### Récits
- Georges et Arnold, Arnold et Georges, 1995
- Marlène Dietrich, Un amour par téléphone, Paris, La Différence, 1992, rééd. coll. « Minos », 2002.

### Nouvelles
- Un homme pour un autre, 1985
- Le Métier d’otage, 1988
- Comme un refus de la planète, 1989

### Théâtre
- Un détenu à Auschwitz, 1991
- Kafka-Auschwitz, 1993

## Prix et distinctions

### Prix littéraires
- Prix Broquette-Gonin (littérature) 1962 pour Verbe et Vertige
- Grand prix de poésie de l'Académie française 1968[7]
- Grand prix du roman de l'Académie française 1978 pour Une mère russe
- Prix Chateaubriand 1986
- Prix Saint-Simon 1987 pour Lettre à mon père qui aurait eu 100 ans
- Prix Goncourt de la poésie 1989
- Grand prix de la poésie de la ville de Paris 1991
- Prix de la langue française 1992
- Grand prix de poésie de la SGDL (Société des gens de lettres) 1996

### Décorations
- Officier de la Légion d'honneur[Quand ?]
- Bronze Star Medal